# Elecciones al Parlamento Europeo de 2024 (Polonia)
Las elecciones al Parlamento Europeo de 2024 en Polonia se celebraron el 9 de junio de 2024 como parte de las elecciones al Parlamento Europeo de 2024. Fueron las primeras en tener lugar después del Brexit.

## Sistema electoral
Polonia eligió a 53 miembros del Parlamento Europeo. En comparación con las últimas elecciones, Polonia tiene derecho a un erodipiado más en estas elecciones.  Los partidos políticos tienen que despejar un umbral del 5 % para que se les otorguen escaños. Los votantes pueden indicar preferencias para los candidatos específicos del partido que eligieron. La enta de los grupos de entora afecta a la cantidad de escaños que se otorgan a cada una de las 13 circunscripciones.

## Resultados
La Coalición Cívica obtuvo la mayor cantidad de votos y finalmente superó a la Ley y la Derecha Unida como la lista más apoyada en Polonia desde las elecciones parlamentarias polacas de 2023. Además, fue la primera elección desde las elecciones europeas de 2014 en que la lista liderada por la Plataforma Cívica obtuvo la mayor cantidad de votos en Polonia.
| Candidatura             | Candidatura                                              | Votos      | %      | Escaños                         |                                 |
| ----------------------- | -------------------------------------------------------- | ---------- | ------ | ------------------------------- | ------------------------------- |
|                         | Coalición Cívica (KO)                                    | 4 359 443  | 37,06  | 21                              |                                 |
|                         | Derecha Unida (ZP)                                       | 4 253 169  | 36,16  | 20                              |                                 |
|                         | Confederación de Libertad e Independencia (Konfederacja) | 1 420 287  | 12,08  | 6                               |                                 |
|                         | Tercera Vía (TD)                                         | 813 238    | 6,91   | 3                               |                                 |
|                         | La Izquierda (Lewica)                                    | 741 071    | 6,30   | 3                               |                                 |
| Otros partidos          | Otros partidos                                           | 174 786    | 1,49   | 0                               |                                 |
| Votos válidos           | Votos válidos                                            | 11 761 825 | 99,43  | 53                              |                                 |
| Votos nulos y en blanco | Votos nulos y en blanco                                  | 67 731     | 0,57   | Participación: \| \| 40,65 % \| | Participación: \| \| 40,65 % \| |
| Votos totales           | Votos totales                                            | 11 829 556 | 100,00 | Participación: \| \| 40,65 % \| | Participación: \| \| 40,65 % \| |
| Electores               | Electores                                                | 29 098 155 | -      |                                 |                                 |
|                         | 40,65 %                                                  |            |        |                                 |                                 |